# Henryk Melcer-Szczawiński
Henryk Melcer-Szczawiński (né le 21 septembre 1869 à Kalisz – mort le 18 avril 1928 à Varsovie) est un compositeur, pianiste, chef d'orchestre et un pédagogue polonais.

## Biographie
Melcer-Szczawiński a fait des études de mathématiques à l'Université de Varsovie et de musique à l'Institut de Musique de Varsovie. Il a poursuivi ses études à Vienne, où il a été élève de Theodor Leschetizky.

## Œuvres
Ses œuvres comprennent 
- Symphonie en ut mineur,
- Concerto pour piano en mi mineur (1892-4),
- Trio avec piano en sol mineur (probablement écrit en 1892-4),
- Concerto pour piano en ut mineur (1898),
- Tragédie "Protesilas i Laodamia" (1902, livret de S. Wyspiański),
- Sonate pour violon en sol majeur (création 1907)[1],
- Dumka pour violon et piano (création 1909).

## Enregistrements
- Les deux concertos pour piano ont été enregistrés chez Olympia et chez Muza, avant de bénéficier, en 2007, d'un nouvel enregistrement avec Jonathan Plowright au piano chez Hyperion.
- La Sonate pour violon en sol majeur, la Dumka pour violon et piano et le Trio avec piano, op. 2 ont été enregistrés par le Trio de Varsovie par le label polonais Acte Préalable (juin et septembre 2004 - Acte Préalable AP0111).